# Dave Steen
Dave Steen, född den 14 november 1959 i New Westminster, Kanada, är en kanadensisk friidrottare inom mångkamp.
Han tog OS-brons i tiokamp vid friidrottstävlingarna 1988 i Seoul. 